# Azamat Zaseyev
Bản mẫu:Western Slavic name
Azamat Vyacheslavovich Zaseyev (tiếng Nga: Азамат Вячеславович Засеев; sinh ngày 29 tháng 6 năm 1988) là một cầu thủ bóng đá người Nga hiện tại thi đấu ở vị trí tiền vệ trung tâm cho F.K. Ufa tại Giải bóng đá ngoại hạng Nga.

## Thống kê sự nghiệp

### Câu lạc bộ
Tính đến 13 tháng 5 năm 2018
| Câu lạc bộ                 | Mùa giải            | Giải vô địch                | Giải vô địch | Giải vô địch | Cúp     | Cúp       | Châu lục | Châu lục  | Khác    | Khác      | Tổng cộng | Tổng cộng |
| Câu lạc bộ                 | Mùa giải            | Hạng đấu                    | Số trận      | Bàn thắng    | Số trận | Bàn thắng | Số trận  | Bàn thắng | Số trận | Bàn thắng | Số trận   | Bàn thắng |
| -------------------------- | ------------------- | --------------------------- | ------------ | ------------ | ------- | --------- | -------- | --------- | ------- | --------- | --------- | --------- |
| F.K. Alania Vladikavkaz    | 2005                | Giải bóng đá ngoại hạng Nga | 0            | 0            | 1       | 0         | –        | –         | –       | –         | 1         | 0         |
| F.K. Krylia Sovetov Samara | 2006                | Giải bóng đá ngoại hạng Nga | 0            | 0            | 0       | 0         | –        | –         | –       | –         | 0         | 0         |
| F.K. Krylia Sovetov Samara | 2007                | Giải bóng đá ngoại hạng Nga | 0            | 0            | 1       | 0         | –        | –         | –       | –         | 1         | 0         |
| F.K. Krylia Sovetov Samara | 2008                | Giải bóng đá ngoại hạng Nga | 0            | 0            | 0       | 0         | –        | –         | –       | –         | 0         | 0         |
| F.K. Krylia Sovetov Samara | Tổng cộng           | Tổng cộng                   | 0            | 0            | 1       | 0         | 0        | 0         | 0       | 0         | 1         | 0         |
| FC Beslan-FAYUR Beslan     | 2010                | PFL                         | 29           | 0            | 1       | 0         | –        | –         | –       | –         | 30        | 0         |
| F.K. Ufa                   | 2011–12             | PFL                         | 36           | 0            | 0       | 0         | –        | –         | –       | –         | 36        | 0         |
| F.K. Ufa                   | 2012–13             | FNL                         | 29           | 0            | 1       | 0         | –        | –         | –       | –         | 30        | 0         |
| F.K. Ufa                   | 2013–14             | FNL                         | 32           | 0            | 1       | 0         | –        | –         | 1       | 0         | 34        | 0         |
| F.K. Ufa                   | 2014–15             | Giải bóng đá ngoại hạng Nga | 28           | 0            | 2       | 0         | –        | –         | –       | –         | 30        | 0         |
| F.K. Ufa                   | 2015–16             | Giải bóng đá ngoại hạng Nga | 10           | 0            | 1       | 0         | –        | –         | –       | –         | 11        | 0         |
| F.K. Ufa                   | 2016–17             | Giải bóng đá ngoại hạng Nga | 25           | 0            | 2       | 1         | –        | –         | –       | –         | 27        | 1         |
| F.K. Ufa                   | 2017–18             | Giải bóng đá ngoại hạng Nga | 18           | 0            | 0       | 0         | –        | –         | –       | –         | 18        | 0         |
| F.K. Ufa                   | Tổng cộng           | Tổng cộng                   | 178          | 0            | 7       | 1         | 0        | 0         | 1       | 0         | 186       | 1         |
| Tổng cộng sự nghiệp        | Tổng cộng sự nghiệp | Tổng cộng sự nghiệp         | 207          | 0            | 10      | 1         | 0        | 0         | 1       | 0         | 218       | 1         |